# Montserrat García-Closas
Montserrat García-Closas es una investigadora y académica española conocida por sus trabajos sobre la identificación de biomarcadores del cáncer y la susceptibilidad genética al cáncer. Es subdirectora de la División de Epidemiología y Genética del Cáncer (DCEG) del Instituto Nacional del Cáncer, así como jefa en funciones de la Subdivisión de Epidemiología Integral de Tumores de la DCEG.

## Educación y carrera profesional
García-Closas se doctoró en 1990 por la Universidad de Barcelona (España). Posteriormente, en 1993, obtuvo un máster en métodos cuantitativos por la Escuela de Salud Pública de Harvard, seguido de un doctorado en epidemiología, también por la Escuela de Salud Pública de Harvard, que finalizó en 1996. Tras completar su educación formal, pasó a ser becaria posdoctoral en la Subdivisión de Epidemiología Hormonal y Reproductiva del DCEG. En 1999 pasó a ser investigadora titular y en 2007 se convirtió en investigadora sénior titular del DCEG. También fue brevemente científica visitante en la Universidad de Cambridge desde 2008 hasta 2010, y en 2010 pasó a ser profesora de Epidemiología en la Universidad de Londres. Ha trabajado para el Instituto Nacional de Salud como subdirectora del DCEG durante varios años, y en 2016 fue nombrada jefa en funciones de la Subdivisión de Epidemiología Tumoral Integrativa. Actualmente, además de su papel integral en la gestión de estos programas, también dedica gran parte de su tiempo a sus propios intereses de investigación.

## Investigación
García-Closas ha dedicado la mayor parte de su carrera a la identificación de biomarcadores del cáncer. En este campo, se ha centrado principalmente en los cánceres de mama y vejiga. Fue una de las principales colaboradoras en uno de los mayores estudios sobre marcadores tumorales del cáncer de mama, realizado en el marco del Consorcio de la Asociación del Cáncer de Mama (BCAC). Este estudio consistió en recoger muestras de tejido mamario de miles de individuos e identificar las diferencias entre ellos que conducen a resultados clínicos distintos. En otro proyecto del BCAC, también es una de las investigadoras principales de un proyecto cuyo objetivo es descubrir cómo influyen los factores genéticos y ambientales en la progresión del cáncer. En su investigación sobre el cáncer de vejiga, también trabaja para determinar los biomarcadores genéticos que predisponen a las personas a desarrollar cánceres de vejiga. Para identificar los biomarcadores, García-Closas utiliza un estudio de asociación de genoma completo (GWAS), que es un enfoque de la investigación que consiste en adquirir muchos genomas y compararlos para identificar marcadores genéticos diferentes que puedan ser biomarcadores potenciales.

## Publicaciones significativas
- Easton, Douglas F et al. "El estudio de asociación de todo el genoma identifica nuevos loci de susceptibilidad al cáncer de mama". Nature vol. 447,7148 (2007): 1087-93.
- Sholom Wacholder, Stephen Chanock, Montserrat García-Closas, Laure El Ghormli, Nathaniel Rothman, Evaluación de la probabilidad de que un informe positivo sea falso: un enfoque para estudios de epidemiología molecular, JNCI: Revista del Instituto Nacional del Cáncer, volumen 96, número 6, 17 de marzo de 2004, páginas 434–442.
- Blows, F., Driver, K., Schmidt, M., Broeks, A., Leeuwen, F., Wesseling, J., . . . Huntsman, D. (nd ). Subtipificación del cáncer de mama por inmunohistoquímica para investigar una relación entre el subtipo y la supervivencia a corto y largo plazo: un análisis colaborativo de datos de 10 159 casos de 12 estudios.
- Michailidou, K., Hall, P., Gonzalez-Neira, A., Ghoussaini, M., Dennis, J., Milne, R., . . . Easton, D. (2013, abril). El genotipado a gran escala identifica 41 nuevos loci asociados con el riesgo de cáncer de mama.

## Premios y distinciones
- 2001 - Premio al Mérito del Instituto Nacional de Salud
- 2004 - Premio de Investigación Intramuros del Instituto Nacional del Cáncer
- 2007 - Premio Asesor de Mujeres Científicas DCEG